# NGC 3889
NGC 3889 este o galaxie lenticulară situată în constelația Ursa Mare. A fost descoperită în 1 aprilie 1878 de către Lawrence Parsons.